# Тахтали-Джамі
Тахтали́-Джамі́ (крим. Tahtalı Cami, — «Дерев'яна»/«Дощата мечеть») — мечеть XVIII століття у Бахчисараї (Крим). Збудована 1707 року Бекхан Султанхани — донькою Селіма I Ґерая.

## Архітектурні особливості
Мечеть є архітектурною домінантою старого міста — її видно практично з будь-якої його точки. Будівництво велося із застосуванням дерев'яних дощок, якими перекладалися кам'яні блоки при кладці стін (звідси й назва).
Будівлю розташовано на дуже складній тісній ділянці крутосхилу, під кутом до лінії забудови (через потребу забезпечення канонічної орієнтації по сторонах світу), що змусило архітектора вдатися до ряду оригінальних архітектурних рішень.

## Історія
Мечеть перебудована парафіянами у 1885 році, діяла до 1928 року. Після закриття її використовували як господарське приміщення. А у 1989 році відреставрували і однією з перших передали мусульманській громаді